# Republieken van Rusland
De Russische Federatie is onderverdeeld in 89 deelgebieden (bestuurlijke eenheden), waaronder 24 republieken:
1. Adygea
2. Altaj
3. Basjkirostan
4. Boerjatië
5. Dagestan
6. Ingoesjetië
7. Kabardië-Balkarië
8. Kalmukkië
9. Karatsjaj-Tsjerkessië
10. Karelië
11. Komi
12. Mari El
13. Mordovië
14. Jakoetië (Sacha)
15. Noord-Ossetië (Alanië)
16. Tatarije (Tatarstan)
17. Toeva (Tyva)
18. Oedmoertië
19. Chakassië
20. Tsjetsjenië
21. Tsjoevasjië
22. Republiek van de Krim[a]
23. Volksrepubliek Donetsk[b]
24. Volksrepubliek Loegansk[c]

Na het uiteenvallen van de Sovjet-Unie werd als alternatief voor onafhankelijkheid, zoals bij de uniestaten die ontstonden, voor andere volkeren een systeem ingevoerd waarbij deze volkeren een vorm van autonomie kregen binnen de nieuwe Russische Federatie. Een aantal staten (zoals Tsjetsjenië, Tatarije en Basjkirostan) riepen in het begin van de jaren 90 echter toch een vorm van onafhankelijkheid of verregaande autonomie uit. In mei en juni 2000 bepaalde het Russische constitutionele hof in een aantal uitspraken echter dat hieraan een einde kwam. Onder president Poetin is hierboven in 2000 ook nog een overkoepelende bestuurlijke laag ingesteld, in de vorm van federale districten.
In 2014 werd de autonome republiek van de Krim, een autonome republiek van Oekraïne, militair bezet en geannexeerd door Rusland. In oktober 2022 werden de twee Oekraïense oblasten Cherson en Zaporizja, alsmede de zelfverklaarde volksrepublieken Donetsk en Loegansk eenzijdig door Rusland geannexeerd. Deze laatste twee werden opgenomen in de Russische federatie als federale republiek. De internationale gemeenschap erkent deze annexaties niet en blijft al deze gebieden zien als integraal onderdeel van Oekraïne.